# Kalše
Kalše este o localitate din comuna Slovenska Bistrica, Slovenia, cu o populație de 121 de locuitori.